# Gać (województwo dolnośląskie)
Gać (niem. Heidau) – wieś w Polsce położona w województwie dolnośląskim, w powiecie oławskim, w gminie Oława.

## Podział administracyjny
W latach 1975–1998 miejscowość administracyjnie należała do województwa wrocławskiego. 

## Zabytki
Do wojewódzkiego rejestru zabytków wpisane są:
- kościół rzymskokatolicki filialny pw. Podwyższenia Krzyża Świętego, parafii pw. św. Jakuba Apostoła w Małujowicach, gotycki z 1335 r., 1962 r.; pierwsza wzmianka w źródłach historycznych o kościele w Gaci pochodzi z 1303 roku. Zachowany portal, okna z maswerkami, w prezbiterium manierystyczne epitafium A.M.Kuscherbar z 1618, renesansowa płyta Wacława Opersdorfa z 1546 i barokowa płyta nagrobna Maurycego Kotlińskiego z 1675. W miejsce uszkodzonej wieży szachulcowej z XVIII wieku w 1963 wzniesiono nową, murowaną[5].
- zespół pałacowy i folwarczny, z XVIII w., XIX/XX w.:
  - pałac, z XVIII w.
  - dom mieszkalny (dawna gorzelnia ?)
  - dom mieszkalny
  - oficyna
  - obora
  - dwie stodoły
  - spichrz
  - chlewy
  - lodownia
  - mury ogrodzenia
  - teren dawnych ogrodów i zadrzewienie przy dworze.